# Hua Qing Minigun
Hua Qing Minigun — китайський кулемет схеми Гатлінга. Зброя використовує набій 7,62×54mmR і був представлений в 2009 на анти-терористичному шоу в Пекіні.